# Fiat A.30
Il Fiat A.30 era un motore aeronautico 12 cilindri a V di 60° raffreddato a liquido, prodotto dall'azienda italiana Fiat Aviazione negli anni trenta.

## Versioni
A.30 RA

A.30 RAbis

## Velivoli utilizzatori
(lista parziale)
 Italia
- IMAM Ro.37
- Fiat C.R.32
- Fiat C.R.33
- Fiat CANSA F.C.12
- Fiat C.R.30